# 差積
代数学において、n 個の変数 X1, …, Xn の差積（させき、英: product of differences, difference product）とは
{\displaystyle V_{n}:=\textstyle \prod \limits _{1\leq i<j\leq n}(X_{j}-X_{i})}
で与えられる多項式 Vn のことである。アレクサンドル゠テオフィル・ヴァンデルモンド に因んで、ヴァンデルモンドの行列式あるいはヴァンデルモンド多項式とも呼ばれる。
文献によっては逆順の Xi − Xj (i < j) の総乗と定義するものもある。この場合、上記の式とは、全部で {\textstyle {\binom {n}{2}}} 個ある項の分だけ符号が変わるので、n が偶数のとき一致するが奇数のときは符号が逆になる。
差積は交代式であるが対称式でない。全ての交代式は差積を因数にもつ。

## 交代式
差積を導入する意義として大きなものは、その変数の入れ替えに関する交代性である。順序付けられている、n 個の変数列 X1, X2, …, Xn に、奇置換を施すと差積の符号が変わるが、偶置換を施しても差積の値は変化しない。実は差積は、最も単純な交代式（最簡交代式；the basic alternating polynomial) として特徴づけられる（後述）。
差積は交代式であるから、ある2つの変数が等しい差積は零に等しい。これは、等しい2つの変数を互換しても（入れ替えて）式は変わらない（が符号は変化する）から Vn = −Vn, すなわち Vn = 0 を得る。
逆に、差積は任意の交代式を割り切る。実際、先に述べた通り、任意の交代式はどの2つの変数についてもそれらが等しいとき零となるのだったから、因数定理により、任意の i < j に対する Xi − Xj が交代式の因数となる。帰結として
命題 (交代式の特徴づけ)
任意の交代式は、差積と対称式との積として書ける。

## 判別式
多項式の判別式とは、重根があるかどうかを判別する式であるが、これは根の差積の平方により定義される（が、差積自身を判別式とする文献もある）。
判別式 Δ の一部である、差積の平方 Vn2 は、根を入れ替えても (−1)2 = 1 より変化せず、対称式であると分かる。すなわち、差積の平方は、多項式の根の集合（非順序組）に対して定まる不変式となる。
n変数対称式環 Λn に差積を添加して得られる二次拡大 {\textstyle \Lambda _{n}[V_{n}]/\langle {V_{n}}^{2}-\Delta \rangle } として n変数交代式環を表すことができる。

## 多項式の根の差積
1つの多項式に対して、その根の差積は、その多項式の（最小）分解体に係数を持つ多項式となる。多項式がモニックでないときは、その最高次係数 a を n − 1 個掛けた
{\displaystyle V_{n}:=a^{n-1}\textstyle \prod \limits _{1\leq i<j\leq n}(X_{j}-X_{i})}
をヴァンデルモンド多項式と定義する方が、判別式と整合（ヴァンデルモンド多項式の平方が判別式に一致）する。

## 一般化
任意の環上で考えるなら、交代多項式は差積とは別の多項式をもとに考えた方が都合がよい(Romagny 2005)。

### ワイルの指標公式
これは極めて一般化した状況ではあるが、差積をワイルの指標公式の特別の場合と見なすことができる。具体的には、特殊ユニタリ群 SU(n) に対する（自明表現の場合に当たる）ワイルの分母公式に差積が現れる。

## 注